# Mercédès Brare

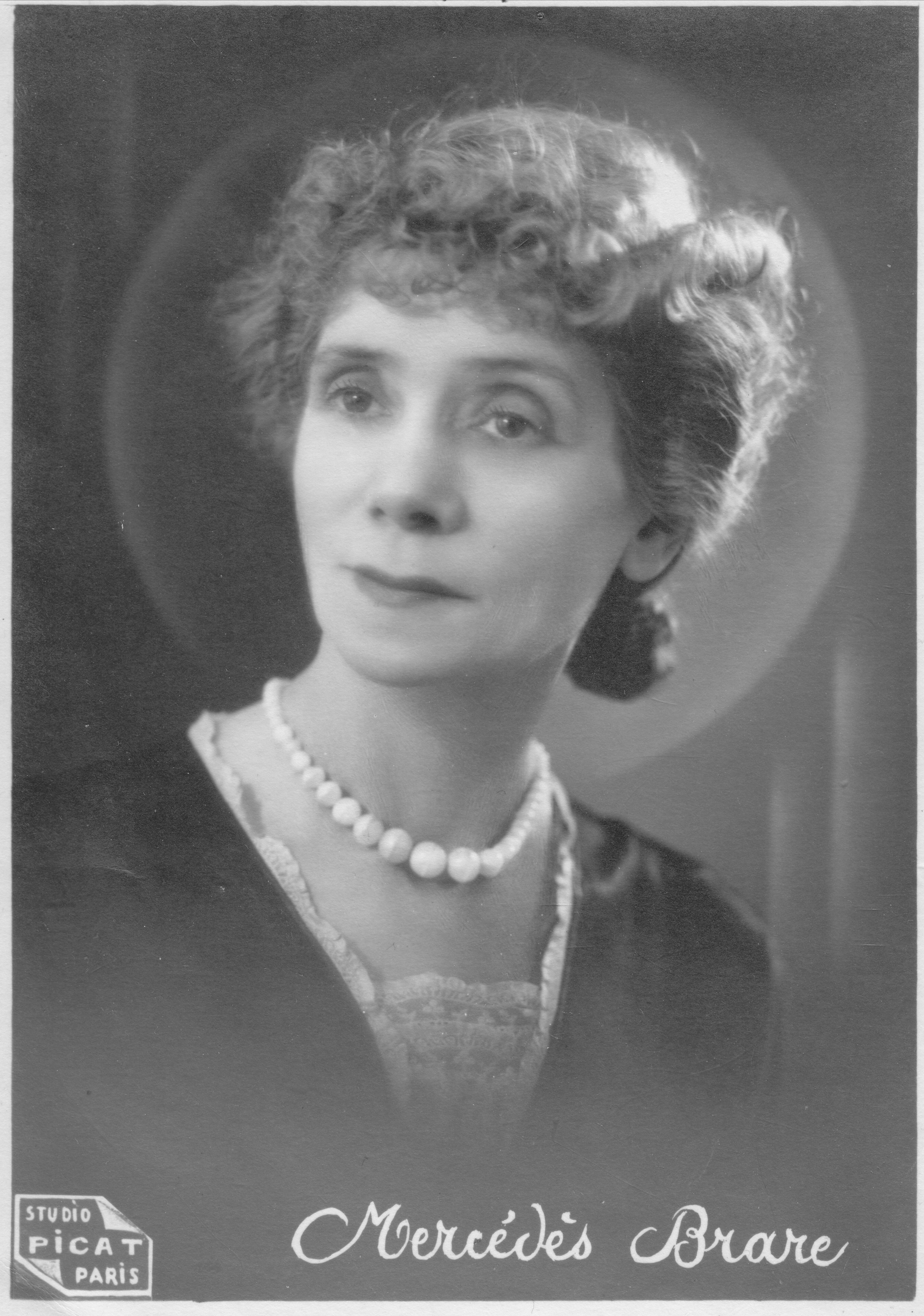

Mercédès Emma Josèphe Brare, née le 20 décembre 1880 à Paris 6e et morte le 24 janvier 1967 à Paris 10e, est une actrice française.

## Biographie
Fille d'un libraire-éditeur et d'une institutrice, Mercédès Brare fait ses premiers pas au théâtre à l'âge de 20 ans sans que l'on sache quelle a été sa formation.
Parallèlement à sa carrière théâtrale, elle crée avec son mari le comédien et dessinateur Raoul Torlet dit Lorett (1878-1958), un cours privé de diction et de déclamation rue du Pont-Louis-Philippe. Après avoir commencé sur des scènes importantes de la capitale, sa carrière va se faire plus confidentielle à partir des années 1930 avec des engagements au cinéma et à la radio. Sa dernière apparition sur scène remonte en décembre 1940, date à laquelle elle obtient un rôle dans une pièce de Jean Anouilh au théâtre de la Michodière. Pendant l'Occupation, elle et son mari se replient dans la campagne normande à La Haye-Pesnel où leur fils Jules s'est établi comme facteur rural. Pendant quatre ans, interrompus seulement par quelques rares tournages, elle va consacrer son temps à l'écriture de poèmes et de courtes pièces de théâtre qu'elle publiera sur place après la guerre.
À partir de son retour définitif à Paris et jusqu'à sa mort à l'hôpital Saint-Louis à l'âge de 86 ans, Mercédès Brare n'apparaîtra plus désormais que dans de petits rôles au cinéma. On la verra une dernière fois à l'écran dans un film de Raymond Leboursier qui sortira dans les salles en juin 1951.

## Filmographie
- 1931 : Faubourg Montmartre de Raymond Bernard
- 1932 : Sa meilleure cliente de Pierre Colombier
- 1933 : Toto de Jacques Tourneur : une concurrente de Miss Occasion
- 1942 : Le Grand Combat de Bernard Roland
- 1943 : Le Baron fantôme de Serge de Poligny : Anne
- 1944 : Le Voyageur sans bagage de Jean Anouilh
- 1945 : Seul dans la nuit de Christian Stengel
- 1946 : 
  - Lunegarde de Marc Allégret
  - L'Homme au chapeau rond de Pierre Billon
  - Martin Roumagnac de Georges Lacombe
- 1951 : La vie est un jeu de Raymond Leboursier

## Théâtre
- 1902 : 
  - Le Vieux caporal, drame en 5 actes, dont un prologue, de Philippe Dumanoir et Adolphe d'Ennery, au théâtre Montparnasse : Geneviève
  - Un Drame au fond de la mer, pièce en 5 actes et 12 tableaux de Ferdinand Dugué, au théâtre Montparnasse : Emily
- 1903 : Gavroche et Midinette, à-propos d'Olivier de Gourcuff, au théâtre du Grand-Guignol (30 décembre)
- 1905 : 
  - Complices, comédie en 3 actes d'Henri Conti, au théâtre de Bienfaisance de Boulogne (19 février) : Pierrette
  - Mirage, comédie en 3 actes d'Émile Hanotte, au théâtre de la Bodinière (4 mai) : Catherine
- 1907 : 
  - Le Billet de logement, comédie-bouffe en 3 actes d'Antony Mars et Henri Kéroul, au théâtre Montparnasse : Mme Dingois
  - La Traite des blanches, grand drame social en 5 actes et 7 tableaux de Marc Bonis-Charancle, au théâtre Montparnasse : Jeanne
  - Ces messieurs de la famille, pièce en 1 acte d'Albert Schwartz, au théâtre Molière (décembre) : Mme Pilois
- 1908 : L'avancement, pièce en 1 acte de Gaston Pollonais, au théâtre Fémina (12 avril)
- 1909 : La Fricassée, poème dialogué d'Émile Langlade, au théâtre Voltaire (26 décembre)
- 1913 : Dans le cellier de Vanves, à-propos en vers d'Olivier de Gourcuff, à la salle des fêtes de la Mairie de Vanves (13 juillet) : la cabaretière
- 1921 : 
  - Les Satyres de ma sœur, vaudeville en 3 actes de Jean Kolb et Georges Lignereux, au théâtre Déjazet (juin) : Marceline Montgradin
  - T'auras pas sa fleur, vaudeville en 3 actes d'André Mouëzy-Éon et Henri Battaille, au théâtre Déjazet (août) : Victoria Pépin
- 1922 : Le Chasseur de chez Maxim's, comédie en 3 actes d'Yves Mirande et Gustave Quinson, à la Scala (7 octobre) : Telvir
- 1935 : Le Professeur, comédie en 1 acte d'Henri Duvernois, sur Radio-Paris (5 février) : Mme Fromenteux
- 1936 :
  - Les Trente Millions de Gladiator, comédie-vaudeville en 4 actes d'Eugène Labiche et Philippe Gille, sur Paris-PTT (13 janvier)
  - La Leçon de conduite, pièce en 1 acte de Claude Roland, sur Paris-PTT (4 octobre) : Mme d'Herbeuil
- 1937 : La Confiance du marquis Fabrice, de Victor Hugo, adaptation radiophonique par Mercédès Brare d'un extrait de La Légende des Siècles, sur Radio-Paris (22 mai)
- 1938 : Une Bonne cliente, comédie en 1 acte de Charles Quinel et P. Thomas, sur Radio-Paris (30 octobre)
- 1940 : Léocadia, pièce en 5 actes de Jean Anouilh, au théâtre de la Michodière (1er décembre) : la dame du vestiaire

## Publications
- Poèmes en prose, La Haye-Pesnel, Manche, imprimerie Garlan, 1947 (BNF 31866254)
- La concierge est dans sa loge, sketch à un seul personnage, La Haye-Pesnel, Manche, imprimerie Garlan, 1947
- Hector, sketch à un seul personnage, La Haye-Pesnel, Manche, imprimerie Garlan, 1947